# Le Mas-d'Artige
Le Mas-d'Artige é uma comuna francesa na região administrativa da Nova Aquitânia, no departamento de Creuse. Estende-se por uma área de 16,21 km². Em 2010 a comuna tinha 99 habitantes (densidade: 6,1 hab./km²).